# Quercus alnifolia
Quercus alnifolia Poech, conocido como roble dorado (λατζιά en dialecto chipriota), es una especie vegetal arbustiva o arbórea, de hoja perenne, del género Quercus, endémica de la isla de Chipre. Su nombre común hace referencia al color amarillento del envés de sus hojas. Quercus alnifolia pertenece a la flora endémica de la isla y su distribución está limitada al complejo geológico volcánico de los montes de Troodos. En febrero del 2006, el Parlamento de Chipre nombró el roble dorado como "árbol nacional" de ese país.

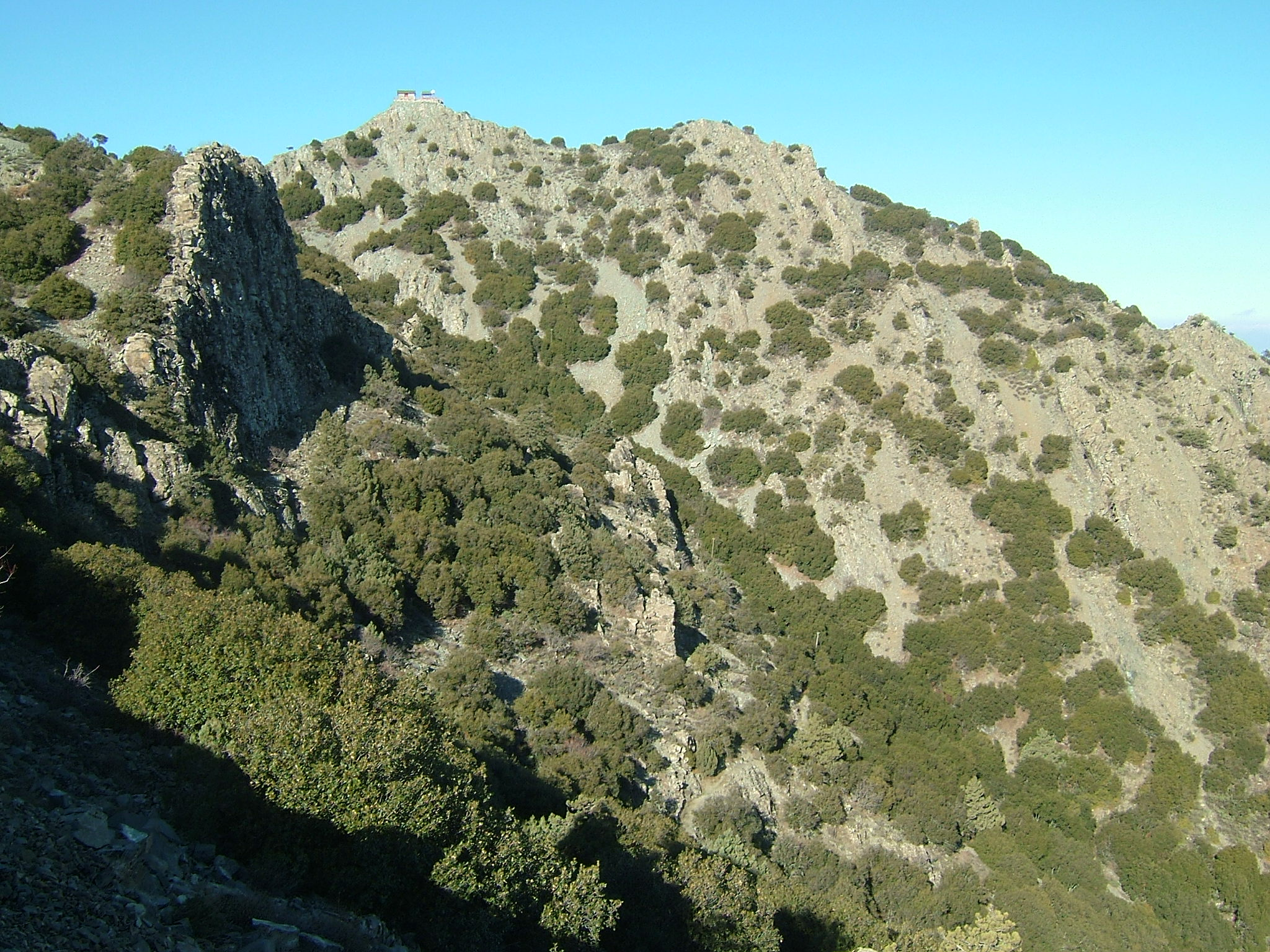
Agrupaciones de Quercus alnifolia cerca de Monte Madari, Troodos

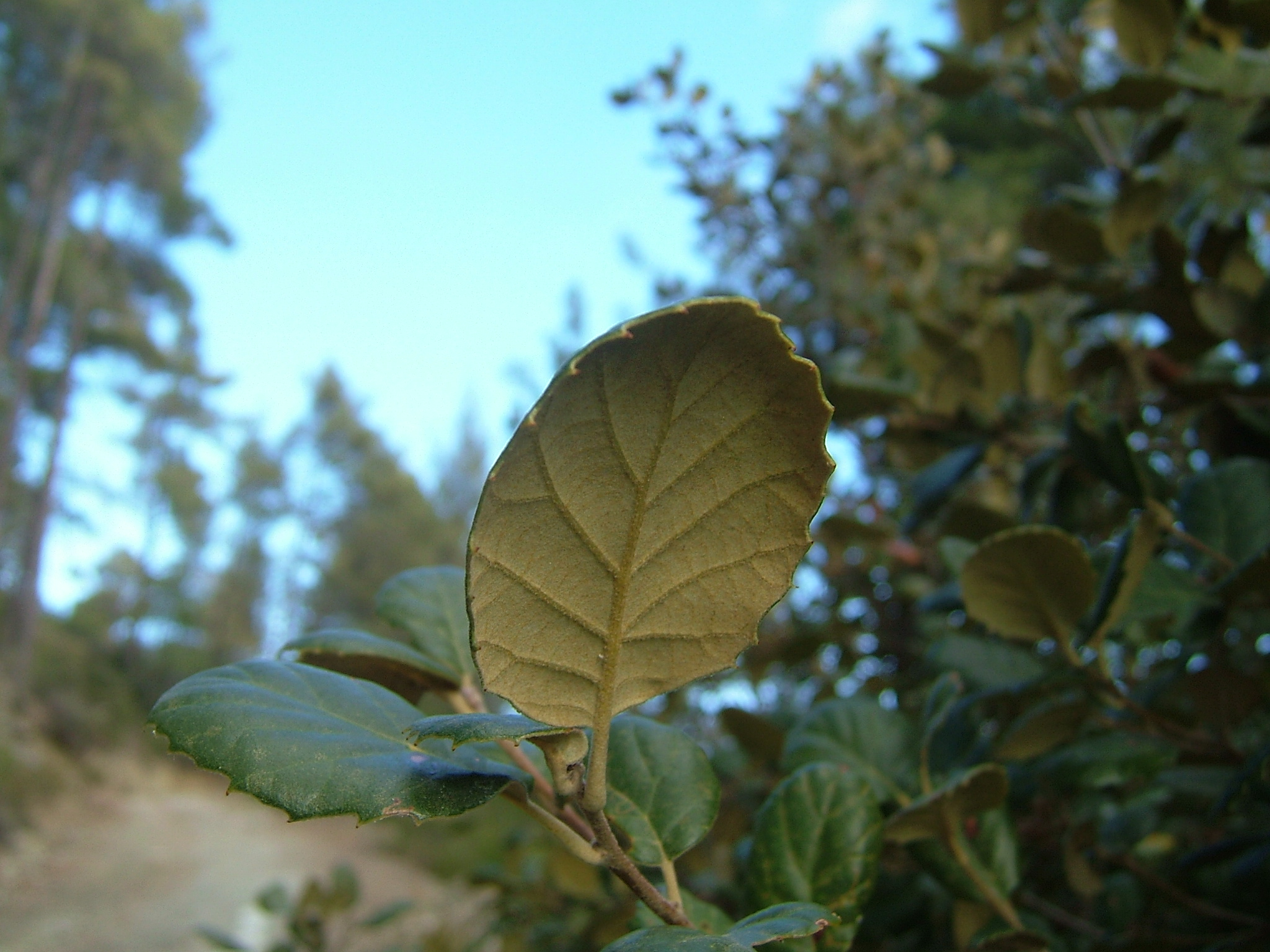
Hojas del roble dorado por el envés

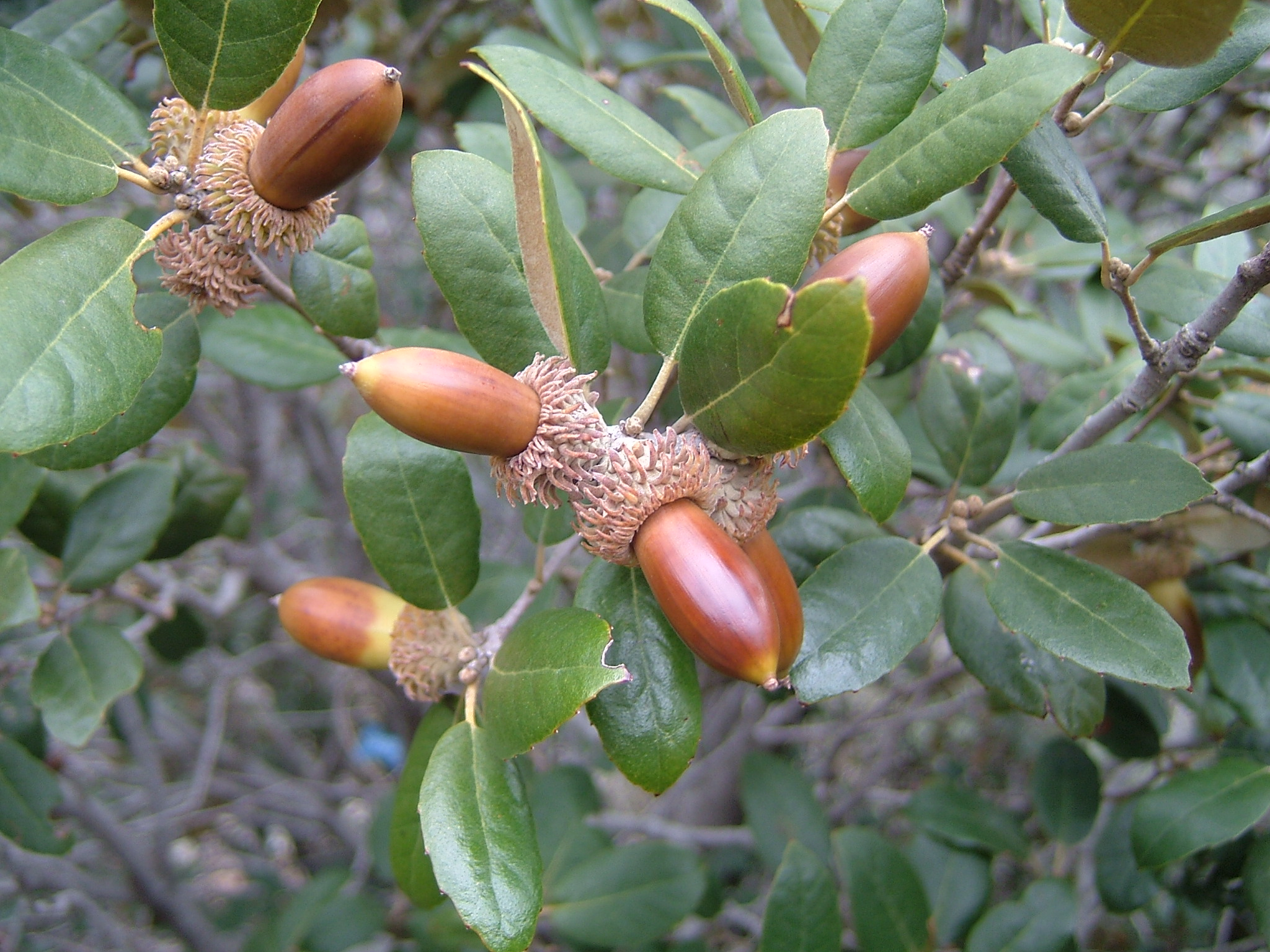
Hojas y bellotas del roble dorado

## Estado taxonómico
Quercus alnifolia pertenece a la Sección Cerris, como casi todos los robles perennifolios mediterráneos. Se han citado hibridaciones ocasionales con la coscoja (Quercus coccifera ssp. calliprinos).

## Descripción morfológica
El roble dorado es un arbusto ramoso o árbol de pequeño tamaño que alcanza los 10 m de altura. Debido a su pequeño tamaño (en comparación con otros robles), se han referido a él en ocasiones como "roble enano".
La inserción de las hojas es simple, las cuales son de forma obovada o suborbicular, 1,5-6 (-10) cm de largo, 1-5 (-8) cm de ancho, glabras, color  verde oscuro brillante por el haz, marrón tomentoso por el envés. Con borde aserrado y nervadura marcada. El peciolo es muy fuerte, 6-10(-12) mm de largo y peloso. Flores unisexuales. Flores masculinas amarillo-verdosas en grupos,  péndulas en el extremo de las ramas. Flores femeninas axilares, solitarias o en grupos de 2 a 3. Fruto obovado o subcilíndrico, 2-2,5 cm de largo y de 0,8-1,2 cm de ancho, endocarpo amaderado y cúpula con escamas fuertemente curvadas.

## Distribución y hábitat
Su distribución está restringida a los montes de Troodos, donde crece en sustrato volcánico a una altitud de 400 a 1800 m. Ocupa lugares secos en compañía de Pinus brutia, o forma densos maquis en hábitats mésicos, caracterizados por suelos profundos.

## Importancia ecológica y estado de conservación
El roble dorado ayuda a la fijación de suelos contra la erosión, debido a su facilidad para colonizar laderas rocosas y pedregosas. En su área de distribución, Quercus alnifolia es la frondosa más importante de las que forman agrupaciones boscosas, ya que la mayoría de los bosques de Chipre están formados por coníferas. Estas agrupaciones de Quercus alnifolia en hábitats mésicos, modifican considerablemente las condiciones de humedad del lugar, formando suelos forestales con humus tipo “mull”, favoreciendo la existencia de especies herbáceas esciadófilas.
El roble dorado está protegido por la Ley Forestal de Chipre, al igual que su hábitat “Matorral y vegetación de monte bajo de Q. alnifolia (9310)” ("Scrub and low forest vegetation of Quercus alnifolia (9310)", el cual ha sido declarado  “Hábitat prioritario” por la Unión Europea (directiva 92/43/EEC)). Grandes extensiones de bosque han sido propuestas para ser incluidas en la Red Natura 2000 de la Unión Europea.

## Taxonomía
Quercus alnifolia fue descrita por  Alois Joseph Poech    y publicado en Enum. Pl. Cypr. 12. 1842.
Etimología
Quercus: nombre genérico del latín que designaba igualmente al roble y a la encina.
alnifolia: epíteto latino que significa "con las hojas del género Alnus".
Sinonimia
- Quercus alnifolia var. argentea Hadjik. & Hand
- Quercus cypria Jaub. & Spach[10][11]

## Galería de fotos

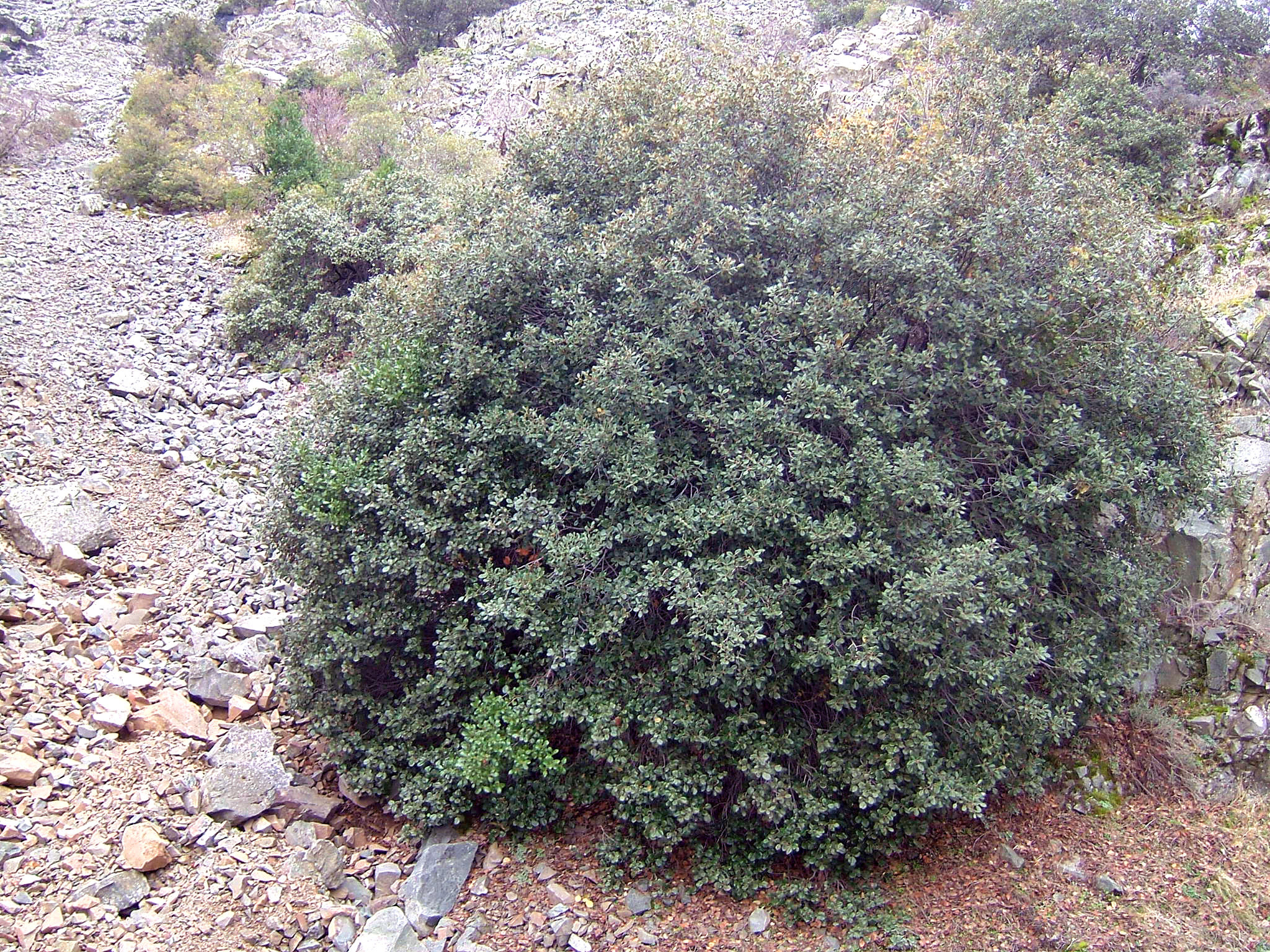
Un arbusto de roble dorado cerca de Monte Kionia, Troodos
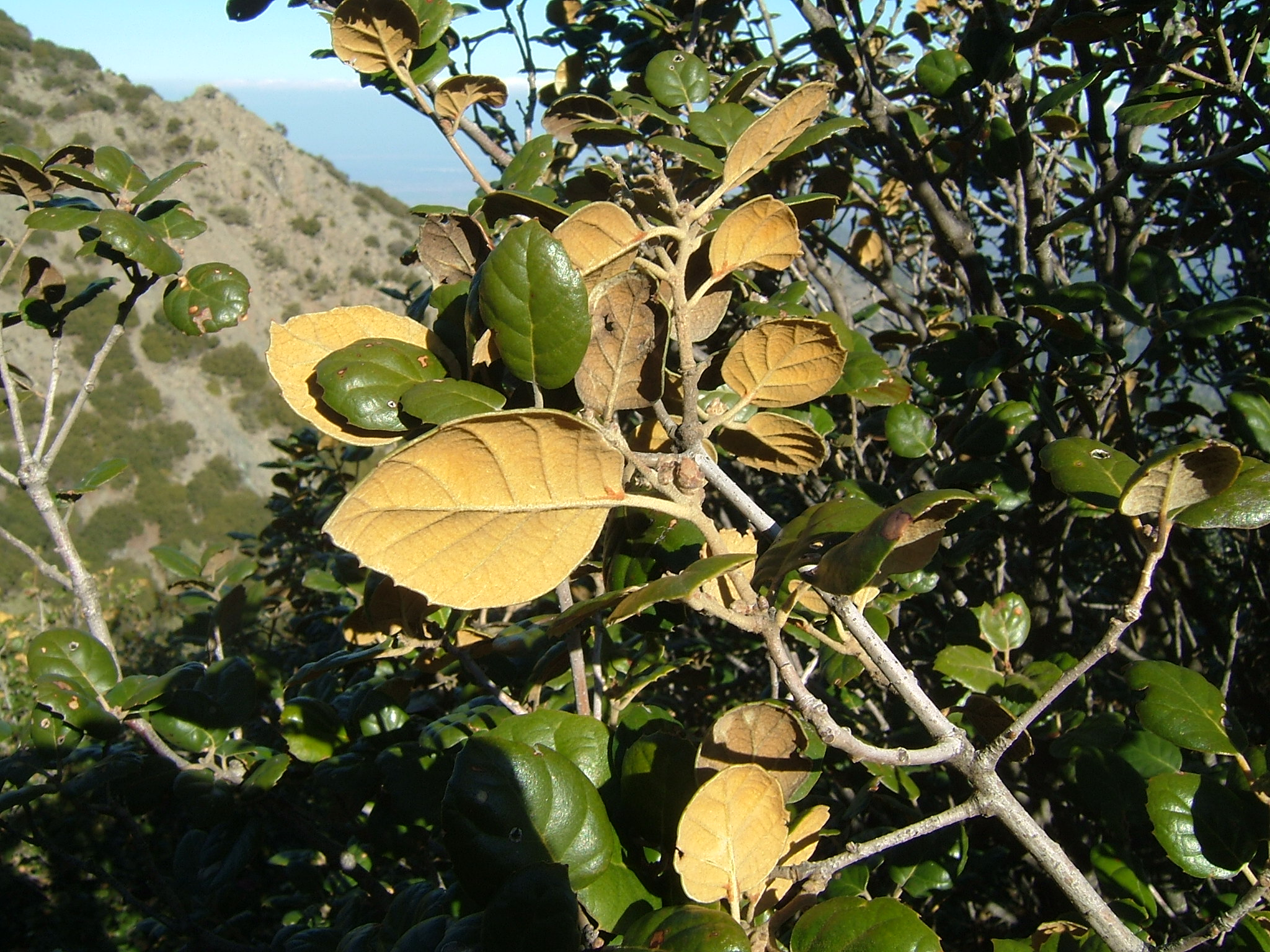
Hojas del roble dorado
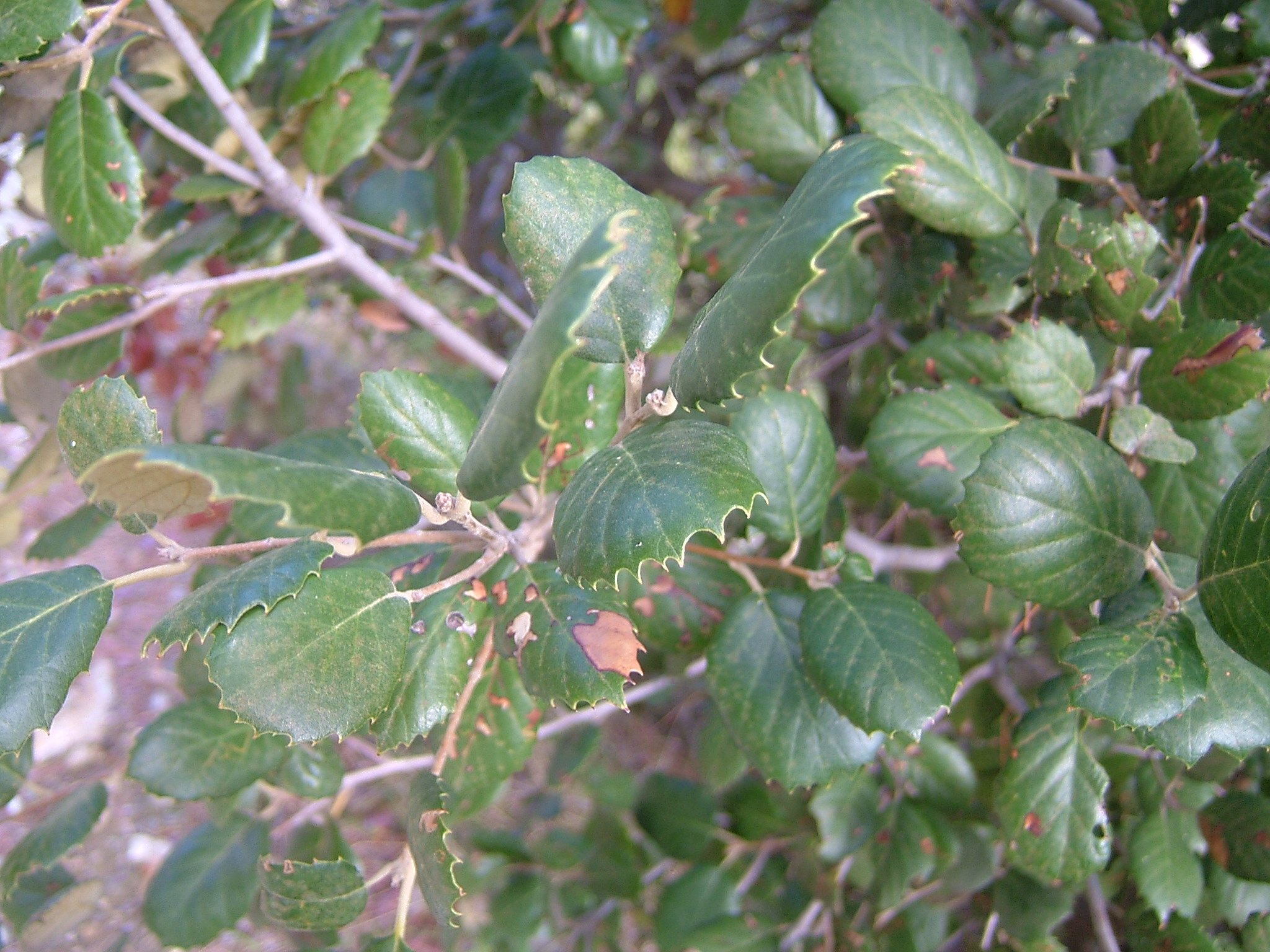
Hojas del roble dorado
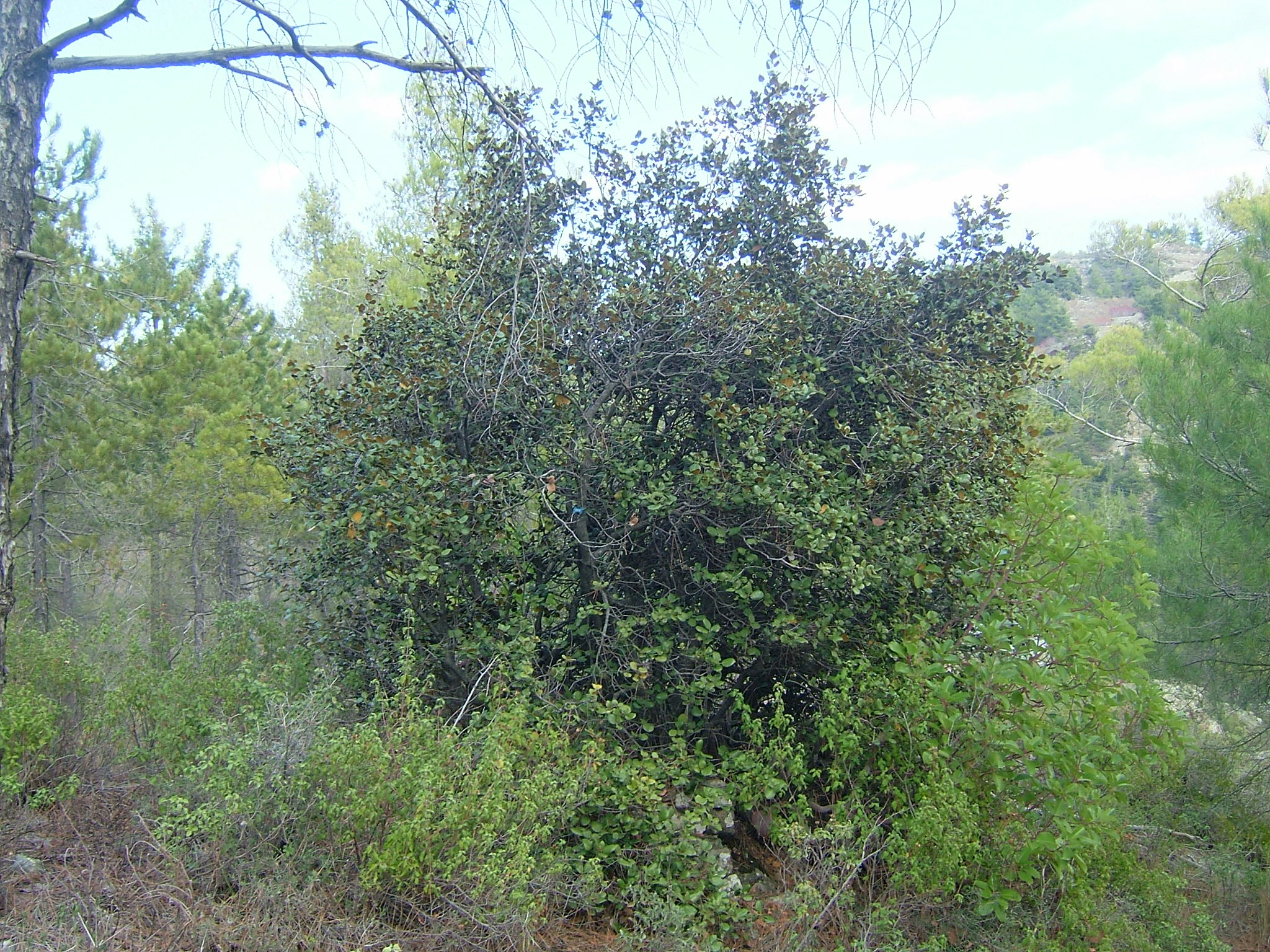
Un arbusto de roble dorado en un bosque de pino cerca el local Karvounas, montes de Troodos